# 정성영
정성영(2000년 3월 5일 ~ )은 대한민국의 배우 겸 방송인이다.

## 생애
2012년 투니버스 《키즈 서바이벌 슈퍼히어로》에서 아역 배우로 데뷔하였다.

## 학력
- 인천산곡남초등학교 (졸업)
- 산곡중학교 (졸업)
- 김포제일고등학교 (졸업)

## 연기 활동

### 드라마
- 2015년 투니버스 《내일은 실험왕》 - 범우주 역
- 2016년 투니버스 《내일은 실험왕 2》 - 범우주 역
- 2018년 투니버스 《신비아파트 외전: 기억, 하리》 - 김현우 역
- 2019년 KBS 2TV 《왜그래 풍상씨》 - 어린 이풍상 역 (유준상 아역)
- 2019년 투니버스 《신비아파트 외전: 기억, 하리 2》 - 김현우 역
- 조아서 구독중

## 연기 외 활동

### 교양
- 2017년 EBS 1TV 《놀자고 GO》
- 2017년 EBS 1TV 《또또랑 보물 창고》

#### 예능
- 2013년 투니버스 《난감스쿨》
- 2014년 투니버스 《난감스쿨 2》
- 2014년 온게임넷 / 투니버스 《소원의 섬 캐릭아일랜드 시즌 1》
- 2014년 온게임넷 / 투니버스 《소원의 섬 캐릭아일랜드 시즌 2》
- 2015년 투니버스 《막이래쇼 : 무작정여행단》
- 2015년 온게임넷 / 투니버스 《소원의 섬 캐릭아일랜드 시즌 3》
- 2015년 MBC 《드림 주니어》
- 2015년 온게임넷 / 투니버스 《소원의 섬 캐릭아일랜드 시즌 4》
- 2017년 투니버스 《막이래쇼 : 무작정크리에이터》

### 어린이
- 2012년 투니버스 《키즈 서바이벌 슈퍼히어로》 - 참가자